# پیپت کیمبرلی
پیپت کیمبرلی با نام علمی Anthus pseudosimilis پرنده‌ای کوچک از راستهٔ گنجشک‌سانان است که در علفزارهای دشت‌های بی‌درخت آفریقای جنوبی و نامیبیا یافت می‌شود. این گونه از پیپت‌ها که در سال ۲۰۰۲ مورد بررسی قرار گرفت، ۱۸ سانتی‌متر طول و در حدود ۳۲ گرم وزن دارد. پرهای این گونه بیشتر قهوه‌ای رنگ است.
حشرات، غذای پیپت کیمبرلی را تشکیل می‌دهند و او درجستجوی آن‌ها زمین را می‌کاود. این پرنده تک‌جفت بوده و در فصل تولیدمثل ۲ یا ۳ تخم آبی‌رنگ می‌گذارد.